# 关肇直
关肇直（1919年2月13日—1982年11月12日），籍貫广东南海，生于天津，中国数学家、系统与控制学家。曾任中国科学院系统科学研究所研究员、首任所长，中国系统工程学会理事长。曾协助中国科学院初期的筹建工作。开创了中国泛函分析和现代控制理论的研究，并在中子迁移理论等领域取得成果。

## 生平
1941年毕业于燕京大学。1947年赴法留学。1980年当选为中国科学院学部委员（院士）。